# Plumularia obliqua
Plumularia obliqua is een hydroïdpoliep uit de familie Plumulariidae. De poliep komt uit het geslacht Plumularia. Plumularia obliqua werd in 1847 voor het eerst wetenschappelijk beschreven door Johnston. 